# Musée historique de Montreux et de sa région
 (octobre 2017).
Le musée de Montreux se situe à l'entrée de la vieille ville de Montreux, dans l’ancien village de Sâles.
Le musée est abrité par un groupe de maisons vigneronnes du XVIIe siècle qui sont inscrites à l'inventaire architectural vaudois. La Société du Musée de Montreux a été fondée en 1874. Elle a acheté les bâtiments entre 1914 et 1920 pour y installer les premières collections de sciences naturelles et d'objets du terroir. De nombreux objets et documents sont venus enrichir ces collections: monnaies, marques à feu, ensemble de rabots, outils de menuiserie, aquarelles du peintre Théodore Renkewitz (1833-1912).